# Nakit od markasita
Nakit od markasita je nakit izrađen od brušenih i poliranih komada pirita (zlato budala) kao dragog kamena, a ne, kao što ime sugerira, od markasita.
I pirit i markasit su po kemijskom sastavu željezni sulfid, ali se razlikuju po svojim kristalnim strukturama, što im daje različita fizikalna svojstva. Pirit je stabilniji i manje krt od markasita. Markasit također može reagirati s vlagom i stvoriti sumpornu kiselinu. To su razlozi zašto se pirit koristi umjesto pravog markasita u "markasit" nakitu.
Nakit od markasita često se izrađuje umetanjem malih komadića fasetiranog pirita u srebro. Jeftiniji bižuterija izrađuje se lijepljenjem komadića pirita, a ne umetanjem.  Slična vrsta nakita može se izraditi od malih komada rezanog čelika. Izrezani i polirani komadi markasita reflektiraju svjetlost pod različitim kutovima s njegovih različitih aspekata dajući mu sjaj.

## Povijest
Nakit od markazita izrađivao se još od vremena starih Grka. Bio je osobito popularan u osamnaestom stoljeću, u viktorijansko doba i kod dizajnera nakita u stilu Art Nouveau. Kada su dijamanti bili zabranjeni za javno nošenje u Švicarskoj u 18. stoljeću, markasit je, zajedno s brušenim čelikom, korišten kao nadomjestak.
Kada je princ Albert umro 1861., kraljica Viktorija je ušla u razdoblje žalosti, zahtijevajući da cijeli njezin dvor nosi crno i izbjegava raskošan nakit. Markasit je postao popularan kao skromna alternativa.